# Nieuwegein
Nieuwegein es un municipio y una ciudad de la Provincia de Utrecht de los Países Bajos.

## Galería

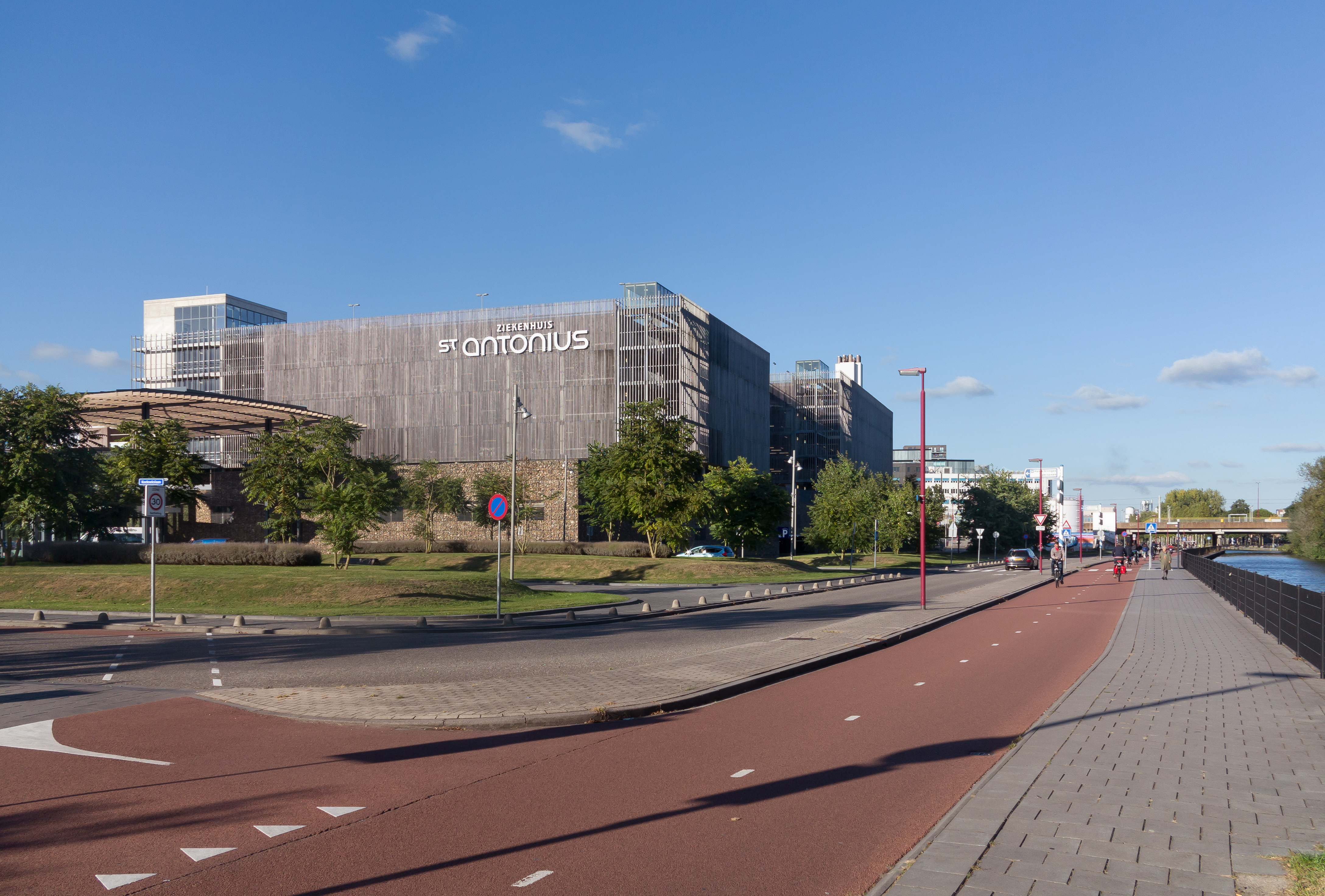
Nieuwegein, hospital
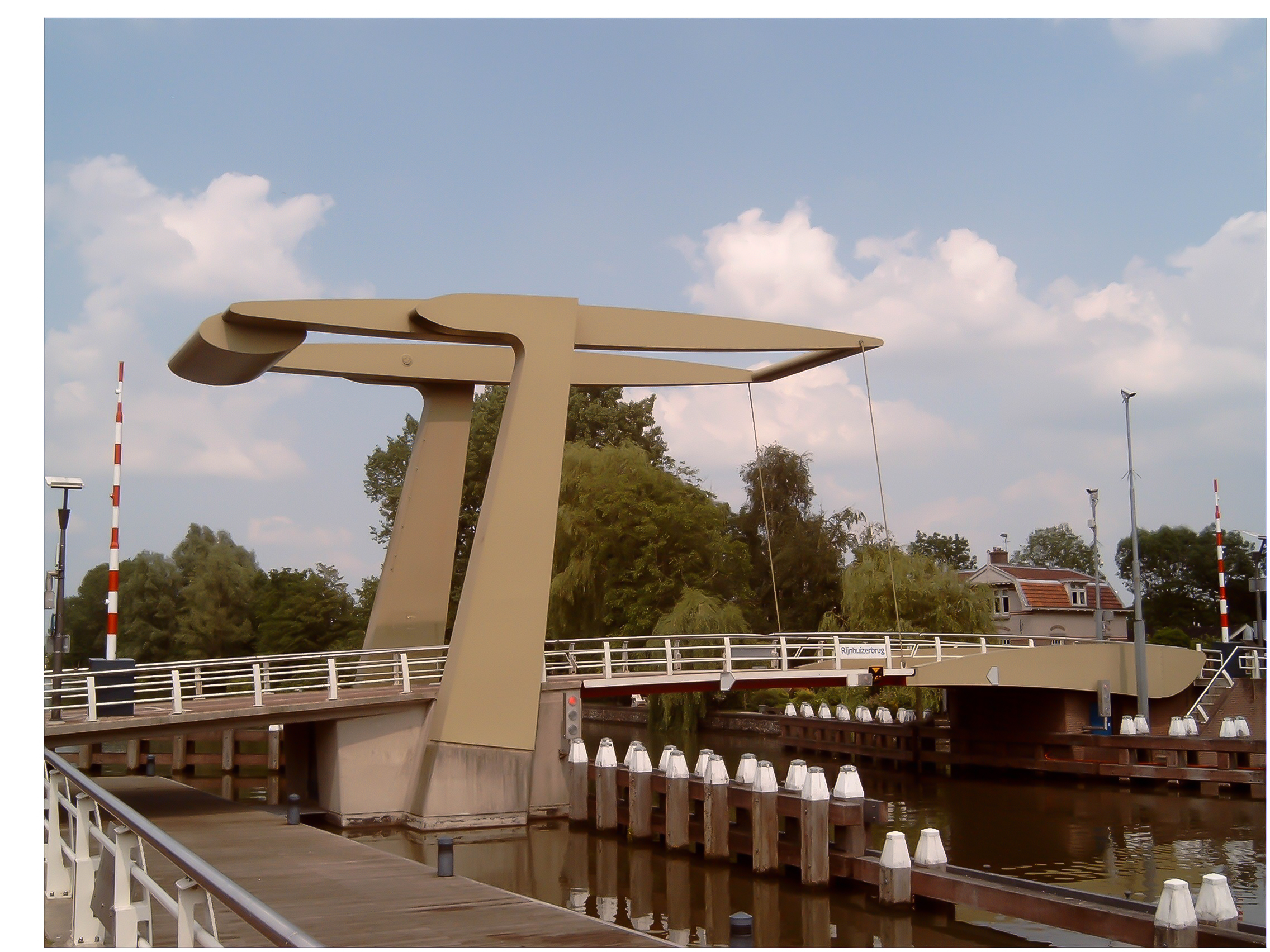
Nieuwegein, drawbridge
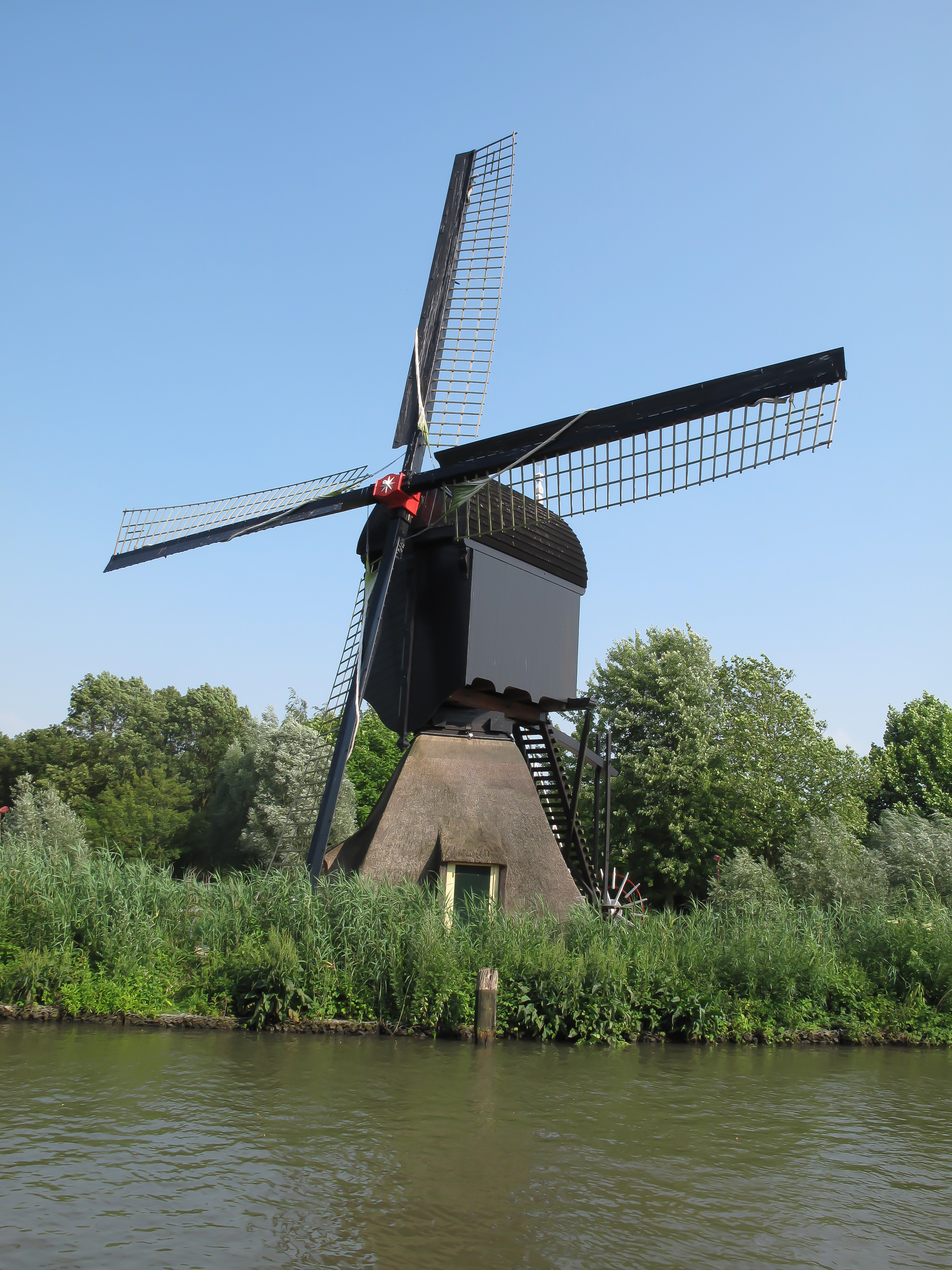
Nieuwegein, windmill